# 陳雷 (歌手)
陳雷（1963年2月10日—），本名陳武雄，出生於臺灣彰化縣大城鄉西港村，台灣男歌手。

## 生平
陳雷於彰化縣立大城國民中學畢業後就出社會工作，早年曾任空調風管工人。1991年，陳雷被金圓唱片發掘進入歌壇，早期的造型突出，招牌的帽子、眼鏡、短褲、白長襪配黑皮鞋，具有喜感。親切靦腆的笑容，加上來自鄉村的草根性及台灣國語，使他成為家喻戶曉的歌星。經典歌曲為唱出上班族心聲的《風真透》、表達積極人生觀的《歡喜就好》等等。陳雷充滿喜感的形象成為許多人戲仿的對象，曾有網友模仿陳雷歌聲演唱周杰倫的《鬥牛》。而陳雷在某段時期也熱衷於模仿，曾模仿迈克尔·杰克逊，也曾在華視綜藝節目《鑽石舞台》模仿林志穎。
1994年，陳雷在金圓唱片發行的專輯《歡喜就好》創下銷售百萬張佳績。2004年，陳雷在新加坡舉辦萬人演唱會，成為第一位在新加坡開大型演唱會的台語歌手。2005年，陳雷受中國中央電視台邀請，成為第一位在中國中央電視台歌唱節目《同一首歌》演唱的台語歌手。而《歡喜就好》成為兩岸票選閩南語十大經典名曲之一。
2014年5月，陳雷在乾坤影視發行首張國語專輯《猴賽雷》，主打歌〈猴賽雷〉是陳雷第一首國語電音舞曲。
2022年4月，陳雷歌曲《歡喜就好》在抖音平台爆紅。

## 音樂作品

### 專輯
- 《免悲哀》(愛莉亞唱片)（1988）(陳昭雄藝名發行)
- 《台語歌曲專集之一：浪子淚·輸贏》（1990）
- 《台語歌曲專集之二： 𨑨迌算抹合·愛情不要賣》（1990）
- 《戀戀戀》（龍吟唱片、金圓唱片，1991）
- 《碼頭酒》（龍吟唱片、金圓唱片，1992）
- 《醜醜啊思相枝》（龍吟唱片、金圓唱片，1992）
- 《有影無》（龍吟唱片、金圓唱片，1993）
- 《與雷共舞》（龍吟唱片、金圓唱片，1993）
- 《往事就是我的安慰》（龍吟唱片、金圓唱片，1993.10）
- 《歡喜就好》（龍吟唱片、金圓唱片，1994.6）
- 《台灣話》（龍吟唱片、金圓唱片，1995.3）
- 《隨緣》（龍吟唱片、金圓唱片，1996.1）
- 《最佳男主角》（龍吟唱片、金圓唱片，1996.9）
- 《安鎖咧！》（龍吟唱片、金圓唱片，1997.10）
- 《傷情過路人》（龍吟唱片、金圓唱片，1998.5）
- 《民謠－阿雷的手路歌》（龍吟唱片、金圓唱片，1999.1）
- 《丟丟彈》（龍吟唱片、金圓唱片，1999.7）
- 《拼出頭》（華特國際音樂，2003.1）
- 《酒國戀歌》（華特國際音樂，2003.11）
- 《愛情衝衝衝》（華特國際音樂，2005.1）
- 《人在江湖》（華特國際音樂，2006.03.03）
- 《失落的夢》（大旗唱片，2007.03.06）
- 《愛你的日子》（乾坤影視、東聲唱片、上點音樂，2008.11.21）
- 《紅葉》（喜瑪拉雅音樂、東聲音樂工作室，2009.12.02）
- 《切抹熄的燈火》（喜瑪拉雅音樂、東聲音樂工作室，2010.12）
- 《出運》（乾坤影視，2011.6）
- 《慶團圓》（乾坤影視，2012.10.12）
- 《感恩的歌聲》（乾坤影視，2013.10.25）
- 《猴賽雷》（乾坤影視，2014.5.27）
- 《懷念你媽媽》（乾坤影視，2015.11.6）
- 《天下無敵》（福茂唱片，2021.9.6）

### 精選輯
- 《燒翻賣－95白金典藏輯》（金圓唱片，1995.1）
- 《全雷打！超級精選－SUPER LAY Best+Remix》（金圓唱片，1999.1）
- 《燒翻賣2》（2000.12）
- 《亞洲天王精選》(乾坤影視2017.8)
- 《爱你今生今世》(乾坤影视2019.9)

## 金曲獎紀錄
| 年份   | 屆次   | 獎項               | 作品           | 結果 |
| ------ | ------ | ------------------ | -------------- | ---- |
| 2006年 | 第17屆 | 最佳台語男演唱人獎 | 《愛情衝衝衝》 | 提名 |
| 2007年 | 第18屆 | 最佳台語男歌手獎   | 《人在江湖》   | 提名 |
| 2009年 | 第20屆 | 最佳台語男歌手獎   | 《愛你的日子》 | 提名 |
| 2010年 | 第21屆 | 最佳台語男歌手獎   | 《紅葉》       | 提名 |
| 2016年 | 第27屆 | 最佳台語男歌手獎   | 《懷念你媽媽》 | 提名 |

## 演唱會
| 日期          | 地點                  | 表演嘉賓             | 備註 |
| 2018年7月21日 | 臺灣臺北市 台北小巨蛋 | 黃妃、澎恰恰、許效舜 |      |

## 廣告
- 1994年 台灣三洋「三洋全中文彩色電視、錄放影機」
- 1995年 台灣省青果運銷合作社「國產水果」（西瓜、洋香瓜篇）
- 2001年 台灣愛之味「愛之味麥仔茶」（壽宴篇，與澎恰恰共演）

## 外部連結
- ㄙㄨㄥˇ到歡喜就好（台灣咁仔店，2001-07-15，鄧大俠／撰）
- 陈雷送本地歌迷 比真人还帅的公仔（聯合早報，2007-10-08，黄靖晶／報導）
- 魔鏡歌詞網－陳雷 （页面存档备份，存于）